# Cyrtandra cuprea
Cyrtandra cuprea är en tvåhjärtbladig växtart som beskrevs av Brian Laurence Burtt. Cyrtandra cuprea ingår i släktet Cyrtandra och familjen Gesneriaceae. Inga underarter finns listade i Catalogue of Life.